# Biernatzki (Familie)
Biernatzki ist der Name einer polnischen Familie.

## Geschichte
Vor der zweiten Hälfte des 19. Jahrhunderts existierten zahlreiche Schreibweisen des Familiennamens, darunter Birnacki, Biernacki, Bernatzky, Biernatzky. Danach etablierte sich die Form „Biernatzki“. Stammvater der deutschen Linie war Johann von Birnacki (* 1691), der ein polnischer Edelmann war. Er stammte ggf. aus der Region um Kalisz. Seine Güter sollen konfisziert worden sein. Der Familienzweig in den norddeutschen Herzogtümern ist vermutlich auf einen um 1719 geborenen, gleichnamigen Sohn zurückzuführen. Das polnische Vasallenbuch nennt ihn im Jahr 1732. Im Wintersemester 1738 immatrikulierte er sich an der Universität Königsberg und konvertierte gemäß dem dortigen Eintrag zum Protestantismus. Danach zog er über Breslau nach Hannover und Altona, wo er eine Privatschule hatte. Johann Birnacki war vermutlich verheiratet mit Johanna Rohden (1721–1773), mit der er zwei Söhne und drei Töchter hatte. Sowohl im Matrikel der Universität Königsberg als auch in Altona gab er das Adelsprädikat nicht mehr an. Die Kinder des Ehepaares kamen zwischen 1752 und 1765 zur Welt. Johann Birnacki starb vor 1773. Die somit elternlosen Kinder gingen 1773 in ein Waisenhaus in Altona.
Johann Birnackis ältester Sohn hieß Johann (* 1753) und erwarb das Altonaer Bürgerrecht. 1779 heiratete er Maria Dorothea Lührs, mit der er die Söhne Niclas und Hein hatte. Wie bei seinen Schwestern sind hierzu, mitunter lückenhaft, nur Lebensdaten dokumentiert. Der Grund dafür, dass dieser Familienzweig nicht nachhaltig wirkte, mag im frühen Tod der Eltern liegen, der es den Kindern nicht ermöglichte, den prekären Umständen zu entwachsen.
Alle lexikalisch relevanten Personen gehen zurück auf Johann Birnackis Sohn Christopher (1765–1842). Er lernte bei einem Chirurgen und arbeitete ab 1783 als Gehilfe eines Schwagers seines Lehrers in Kopenhagen. Unterstützer finanzierten ihm ein Medizinstudium, das er mit der Promotion zum Dr. med. abschloss. Anschließend arbeitete er drei Jahre für die Herrnhuter Brüdergemeine und in Gnadenfrei. Danach war er als Militärarzt tätig und zog mit seinem Regiment nach Glückstadt und 1794 weiter nach Altona. Er heiratete in erster Ehe Margarethe Gruner, geborene Nagel († 1801), die eine Stieftochter eines Postmeisters aus Elmshorn war. Aus dieser Ehe ging ein Zweig der Familie hervor, der im 20. Jahrhundert namhafte Mitglieder hatte. 1802 heiratete Biernatzki in zweiter Ehe Maria Rosenbrock (1776–1854). Der Vater dieser Frau aus Altona arbeitete als Bleicher und hatte einen vermögenden Onkel. Dieser schenkte der Familie ein Haus und vererbte ihr später ein weiteres. Die Familie wurde dadurch in gewissem Umfang wohlhabend. Urenkel aus dieser Ehe lebten bis zum 20. Jahrhundert.
Christoph Biernatzki hatte in erster Ehe zwei Kinder. Die Tochter Auguste (1793–1862) heiratete nicht und leitete in Altona eine private Mädchenschule. Der Sohn Johann Christoph Biernatzki wirkte als Pastor und Lehrer. Er heiratete Henriette de Vries (1798–1823), die aus Flensburg stammte, deren Vater als Kapitän arbeitete und mit der er sechs Töchter und zwei Söhne hatte. Der zweite Sohn Julius (1837–1918) arbeitete in Altona als Zimmermeister und Architekt. Er heiratete zwei Mal. Aus einer ersten Ehe gingen der Sohn Julius und zwei Töchter hervor. Die zweite Ehe blieb kinderlos. Julius Biernatzki lernte als Zimmerer und arbeitete als solcher bis 1912. Anschließend erwarb er eine Zementfabrik in Meiendorf. Nachkommen seiner Söhne Karl-Heinz (* 1909) und Julius-Paul (* 1912) leben bis heute in Schleswig-Holstein.
Aus der zweiten Ehe Christoph Biernatzkis ging ein Zweig hervor, der heute nicht mehr existiert. Neben den drei Töchtern gehörten hierzu der Jurist Hermann Biernatzki sowie Karl Leonhard Biernatzki. Karl Leonhard hatte fünf Töchter und vier Söhne, darunter Johannes Biernatzki und Wilhelm Biernatzki. Die Töchter erhielten keine höhere Schulbildung. Die Annahme eines standesgemäßen Berufes war ihnen somit nicht möglich. Die sie zudem keine nennenswerte Mitgift erhielten, konnten sie sich nicht durch eine passende Eheschließung sozial sichern. Die älteste Tochter Maria lebte von 1846 bis 1900, arbeitete als Haushälterin und starb unverheiratet. Die Tochter Herminie (1848–1924) arbeitete als Hauslehrerin, Reisebegleiterin und unterhielt ein Pensionat. Auch sie heiratete nicht. Die Tochter Fernanda (* 1859) wurde früh taub und starb unverheiratet. Genauso die Tochter Sophie (* 1862). Die Tochter Johanna († 1851) wirkte als Diakonisse und später Gemeindeschwester. Sie pflegte danach ihre beiden jüngeren Schwestern und heiratete ebenfalls nicht.